# جان كلايس
جان كلايس هو لاعب كرة قدم بلجيكي في مركز الدفاع، ولد في 7 أغسطس 1934 في بلجيكا، وتوفي في 5 يناير 2004. لعب مع نادي سينت ترويدن.